# Tagriss
Tagriss este o comună rurală din departamentul Dakoro, regiunea Maradi, Niger, cu o populație de 34.053 de locuitori (2001).